# Zapolje (rejon łokniański)
Zapolje (ros. Заполье) – wieś (ros. деревня, trb. dieriewnia) w zachodniej Rosji, w wołoscie Podbieriezinskaja (osiedle wiejskie) rejonu łokniańskiego w obwodzie pskowskim.

## Geografia
Miejscowość położona jest nad rzeką Łować (dopływ Łokni), 3,5 km od centrum administracyjnego osiedla wiejskiego (Podbieriezje), 35 km od centrum administracyjnego rejonu (Łoknia), 173 km od stolicy obwodu (Psków).

## Demografia
W 2010 r. miejscowość zamieszkiwała 1 osoba.